# Marvin Sánchez
Marvin Sánchez est un footballeur hondurien. Il joue actuellement pour Platense à Puerto Cortés en Liga Nacional du Honduras. Sánchez faisait partie de l'équipe nationale des moins de 23 ans hondurienne qui était entraînée par l'entraîneur colombien Alexis Mendoza mais aussi par Gilberto Yearwood. L'équipe nationale des moins de 23 ans hondurienne était championne de CONCACAF et qualifié aux Jeux olympiques d'été de 2008. Il a fait ses débuts pour l'équipe nationale le 22 mai 2008 dans un match amical contre le Belize.